# Osaru
Der Osaru (japanisch 長流川 Osaru-gawa) ist ein Fluss im Südosten der japanischen Präfektur Hokkaidō mit einer Länge von 50 Kilometern. Er entspringt am Shiraoi-dake (白老岳, 945 m) und mündet südöstlich des Tōya-Sees und westlich der Stadt Date in die Uchiura-Bucht.

## Galerie

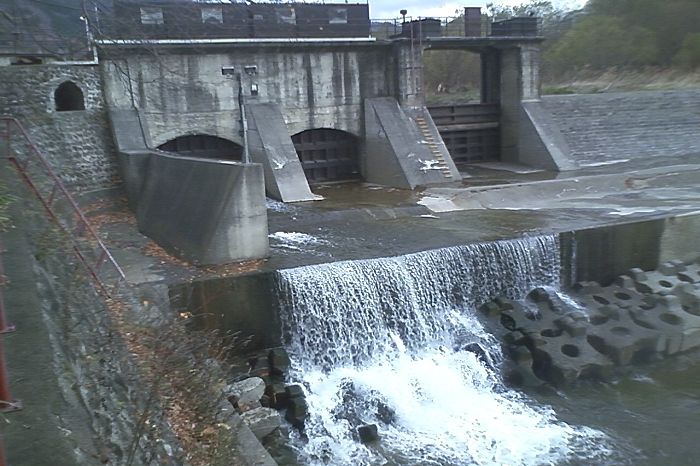
Kubouchi-Damm
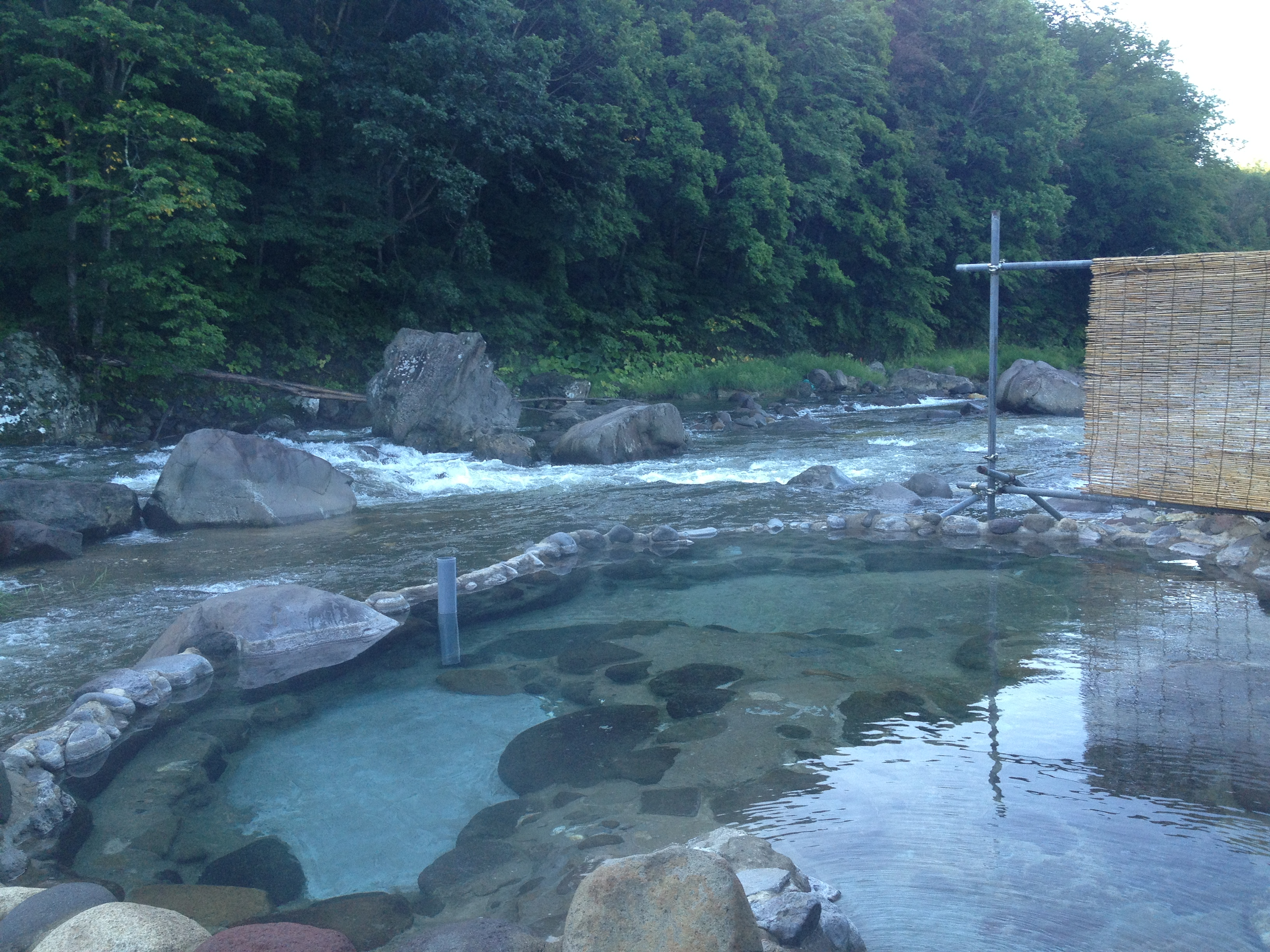
Onsen am Osaru